# Хальберштадт (епископство)
Княжество-епископство Хальберштадт — одно из суверенных территориальных княжеств Священной Римской империи, образованное в 806 году и существовавшее до Вестфальского мира 1648 года, когда светские владения епископства были преобразованы в княжество под управлением Бранденбурга.

## История
Епископство с центром в Хальберштадте было образовано Карлом Великим для миссионерской деятельности в землях саксов и полабских славян. В 968 году, при образовании Магдебургского архиепископства, восточная часть епископства перешла к последнему.
В 1059 году, благодаря своему дяде, архиепископу кёльнскому, епископом хальберштадтским стал Бурхард.
В 1540 году епископство Хальберштадт стало лютеранским. В 1648 году епископство было секуляризировано в княжество и отдано в качестве компенсации за Переднюю Померанию Фридриху-Вильгельму Бранденбургскому.

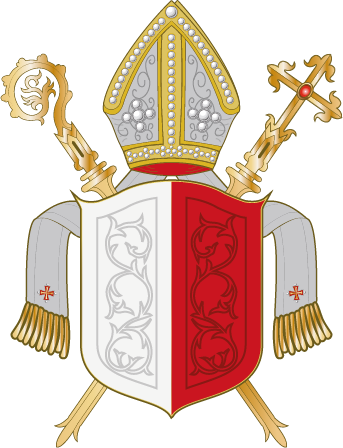
Герб епископства
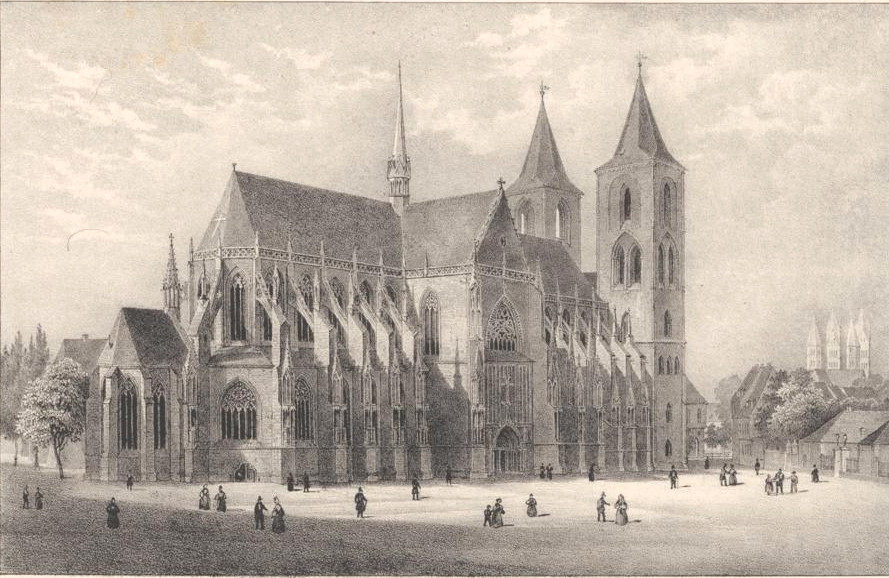
Историческое изображение кафедрального собора в Хальберштадте (1842 г.)